# 小行星列表/115101-115200
| 名稱         | 臨時編號   | 發現日期      | 發現地點   | 發現者                         |
| ------------ | ---------- | ------------- | ---------- | ------------------------------ |
| 小行星115101 | 2003 SD23  | 2003年9月16日 | 帕洛马山   | 近地小行星追踪                 |
| 小行星115102 | 2003 SP24  | 2003年9月17日 | 索科罗     | 林肯近地小行星研究小组         |
| 小行星115103 | 2003 SK25  | 2003年9月17日 | 基特峰     | 太空监视                       |
| 小行星115104 | 2003 SW25  | 2003年9月17日 | 海勒卡拉   | 近地小行星追踪                 |
| 小行星115105 | 2003 SQ26  | 2003年9月17日 | 海勒卡拉   | 近地小行星追踪                 |
| 小行星115106 | 2003 SF27  | 2003年9月18日 | 索科罗     | 林肯近地小行星研究小组         |
| 小行星115107 | 2003 ST30  | 2003年9月18日 | 基特峰     | 太空监视                       |
| 小行星115108 | 2003 SA31  | 2003年9月18日 | 帕洛马山   | 近地小行星追踪                 |
| 小行星115109 | 2003 SK32  | 2003年9月17日 | 帕洛马山   | 近地小行星追踪                 |
| 小行星115110 | 2003 SR33  | 2003年9月18日 | 索科罗     | 林肯近地小行星研究小组         |
| 小行星115111 | 2003 ST35  | 2003年9月16日 | 基特峰     | 太空监视                       |
| 小行星115112 | 2003 SQ37  | 2003年9月16日 | 帕洛马山   | 近地小行星追踪                 |
| 小行星115113 | 2003 SN38  | 2003年9月16日 | 帕洛马山   | 近地小行星追踪                 |
| 小行星115114 | 2003 SB39  | 2003年9月16日 | 帕洛马山   | 近地小行星追踪                 |
| 小行星115115 | 2003 SX39  | 2003年9月16日 | 帕洛马山   | 近地小行星追踪                 |
| 小行星115116 | 2003 SE40  | 2003年9月16日 | 帕洛马山   | 近地小行星追踪                 |
| 小行星115117 | 2003 SQ41  | 2003年9月18日 | 帕洛马山   | 近地小行星追踪                 |
| 小行星115118 | 2003 SB44  | 2003年9月16日 | 可可尼诺县 | 洛厄尔天文台近地小行星搜寻计划 |
| 小行星115119 | 2003 SP44  | 2003年9月16日 | 可可尼诺县 | 洛厄尔天文台近地小行星搜寻计划 |
| 小行星115120 | 2003 SV44  | 2003年9月16日 | 可可尼诺县 | 洛厄尔天文台近地小行星搜寻计划 |
| 小行星115121 | 2003 SP46  | 2003年9月16日 | 可可尼诺县 | 洛厄尔天文台近地小行星搜寻计划 |
| 小行星115122 | 2003 SQ46  | 2003年9月16日 | 可可尼诺县 | 洛厄尔天文台近地小行星搜寻计划 |
| 小行星115123 | 2003 SR47  | 2003年9月18日 | 帕洛马山   | 近地小行星追踪                 |
| 小行星115124 | 2003 ST47  | 2003年9月18日 | 帕洛马山   | 近地小行星追踪                 |
| 小行星115125 | 2003 SA48  | 2003年9月18日 | 帕洛马山   | 近地小行星追踪                 |
| 小行星115126 | 2003 SC49  | 2003年9月18日 | 帕洛马山   | 近地小行星追踪                 |
| 小行星115127 | 2003 SJ49  | 2003年9月18日 | 帕洛马山   | 近地小行星追踪                 |
| 小行星115128 | 2003 SC51  | 2003年9月18日 | 帕洛马山   | 近地小行星追踪                 |
| 小行星115129 | 2003 SL52  | 2003年9月18日 | 帕洛马山   | 近地小行星追踪                 |
| 小行星115130 | 2003 SV52  | 2003年9月19日 | 帕洛马山   | 近地小行星追踪                 |
| 小行星115131 | 2003 SB53  | 2003年9月19日 | 帕洛马山   | 近地小行星追踪                 |
| 小行星115132 | 2003 SM53  | 2003年9月16日 | 基特峰     | 太空监视                       |
| 小行星115133 | 2003 SN53  | 2003年9月16日 | 索科罗     | 林肯近地小行星研究小组         |
| 小行星115134 | 2003 SW55  | 2003年9月16日 | 可可尼诺县 | 洛厄尔天文台近地小行星搜寻计划 |
| 小行星115135 | 2003 SK57  | 2003年9月16日 | 基特峰     | 太空监视                       |
| 小行星115136 | 2003 SN57  | 2003年9月16日 | 基特峰     | 太空监视                       |
| 小行星115137 | 2003 SX57  | 2003年9月16日 | 基特峰     | 太空监视                       |
| 小行星115138 | 2003 SE58  | 2003年9月17日 | 可可尼诺县 | 洛厄尔天文台近地小行星搜寻计划 |
| 小行星115139 | 2003 SB59  | 2003年9月17日 | 可可尼诺县 | 洛厄尔天文台近地小行星搜寻计划 |
| 小行星115140 | 2003 SE59  | 2003年9月17日 | 可可尼诺县 | 洛厄尔天文台近地小行星搜寻计划 |
| 小行星115141 | 2003 SZ61  | 2003年9月17日 | 索科罗     | 林肯近地小行星研究小组         |
| 小行星115142 | 2003 SM64  | 2003年9月18日 | 帝王台     | 帝王台近地天體巡天             |
| 小行星115143 | 2003 SO64  | 2003年9月18日 | 帝王台     | 帝王台近地天體巡天             |
| 小行星115144 | 2003 SQ64  | 2003年9月18日 | 帝王台     | 帝王台近地天體巡天             |
| 小行星115145 | 2003 SD65  | 2003年9月18日 | 帝王台     | 帝王台近地天體巡天             |
| 小行星115146 | 2003 SK66  | 2003年9月18日 | 帝王台     | 帝王台近地天體巡天             |
| 小行星115147 | 2003 SU66  | 2003年9月19日 | 帝王台     | 帝王台近地天體巡天             |
| 小行星115148 | 2003 SZ66  | 2003年9月19日 | 帝王台     | 帝王台近地天體巡天             |
| 小行星115149 | 2003 SA67  | 2003年9月19日 | 索科罗     | 林肯近地小行星研究小组         |
| 小行星115150 | 2003 SH67  | 2003年9月19日 | 索科罗     | 林肯近地小行星研究小组         |
| 小行星115151 | 2003 SP67  | 2003年9月19日 | 索科罗     | 林肯近地小行星研究小组         |
| 小行星115152 | 2003 SA68  | 2003年9月17日 | 本森       | 杨光宇                         |
| 小行星115153 | 2003 SB69  | 2003年9月17日 | 基特峰     | 太空监视                       |
| 小行星115154 | 2003 SN70  | 2003年9月17日 | 基特峰     | 太空监视                       |
| 小行星115155 | 2003 SJ71  | 2003年9月18日 | 基特峰     | 太空监视                       |
| 小行星115156 | 2003 SR71  | 2003年9月18日 | 基特峰     | 太空监视                       |
| 小行星115157 | 2003 SG73  | 2003年9月18日 | 基特峰     | 太空监视                       |
| 小行星115158 | 2003 SA74  | 2003年9月18日 | 基特峰     | 太空监视                       |
| 小行星115159 | 2003 SP75  | 2003年9月18日 | 基特峰     | 太空监视                       |
| 小行星115160 | 2003 SF76  | 2003年9月18日 | 基特峰     | 太空监视                       |
| 小行星115161 | 2003 SH76  | 2003年9月18日 | 基特峰     | 太空监视                       |
| 小行星115162 | 2003 SL76  | 2003年9月18日 | 基特峰     | 太空监视                       |
| 小行星115163 | 2003 SN76  | 2003年9月18日 | 基特峰     | 太空监视                       |
| 小行星115164 | 2003 SJ80  | 2003年9月19日 | 基特峰     | 太空监视                       |
| 小行星115165 | 2003 SL80  | 2003年9月19日 | 基特峰     | 太空监视                       |
| 小行星115166 | 2003 SM80  | 2003年9月19日 | 基特峰     | 太空监视                       |
| 小行星115167 | 2003 SR80  | 2003年9月19日 | 基特峰     | 太空监视                       |
| 小行星115168 | 2003 SV80  | 2003年9月19日 | 海勒卡拉   | 近地小行星追踪                 |
| 小行星115169 | 2003 SW80  | 2003年9月19日 | 基特峰     | 太空监视                       |
| 小行星115170 | 2003 SF81  | 2003年9月19日 | 基特峰     | 太空监视                       |
| 小行星115171 | 2003 SS81  | 2003年9月19日 | 海勒卡拉   | 近地小行星追踪                 |
| 小行星115172 | 2003 SN82  | 2003年9月18日 | 索科罗     | 林肯近地小行星研究小组         |
| 小行星115173 | 2003 SW83  | 2003年9月18日 | 帕洛马山   | 近地小行星追踪                 |
| 小行星115174 | 2003 SA87  | 2003年9月17日 | 索科罗     | 林肯近地小行星研究小组         |
| 小行星115175 | 2003 SG87  | 2003年9月17日 | 索科罗     | 林肯近地小行星研究小组         |
| 小行星115176 | 2003 SN87  | 2003年9月17日 | 索科罗     | 林肯近地小行星研究小组         |
| 小行星115177 | 2003 ST87  | 2003年9月17日 | 海勒卡拉   | 近地小行星追踪                 |
| 小行星115178 | 2003 SO88  | 2003年9月18日 | 可可尼诺县 | 洛厄尔天文台近地小行星搜寻计划 |
| 小行星115179 | 2003 SX89  | 2003年9月18日 | 帕洛马山   | 近地小行星追踪                 |
| 小行星115180 | 2003 SM90  | 2003年9月18日 | 索科罗     | 林肯近地小行星研究小组         |
| 小行星115181 | 2003 SX91  | 2003年9月18日 | 帕洛马山   | 近地小行星追踪                 |
| 小行星115182 | 2003 ST92  | 2003年9月18日 | 基特峰     | 太空监视                       |
| 小行星115183 | 2003 SO94  | 2003年9月19日 | 帝王台     | 帝王台近地天體巡天             |
| 小行星115184 | 2003 SO95  | 2003年9月19日 | 帕洛马山   | 近地小行星追踪                 |
| 小行星115185 | 2003 SD97  | 2003年9月19日 | 索科罗     | 林肯近地小行星研究小组         |
| 小行星115186 | 2003 SB98  | 2003年9月19日 | 索科罗     | 林肯近地小行星研究小组         |
| 小行星115187 | 2003 SD103 | 2003年9月20日 | 索科罗     | 林肯近地小行星研究小组         |
| 小行星115188 | 2003 SP103 | 2003年9月20日 | 索科罗     | 林肯近地小行星研究小组         |
| 小行星115189 | 2003 SY103 | 2003年9月20日 | 索科罗     | 林肯近地小行星研究小组         |
| 小行星115190 | 2003 SW105 | 2003年9月20日 | 帕洛马山   | 近地小行星追踪                 |
| 小行星115191 | 2003 SZ105 | 2003年9月20日 | 海勒卡拉   | 近地小行星追踪                 |
| 小行星115192 | 2003 SO106 | 2003年9月20日 | 肖尼县     | Farpoint                       |
| 小行星115193 | 2003 SA107 | 2003年9月20日 | 帕洛马山   | 近地小行星追踪                 |
| 小行星115194 | 2003 SF107 | 2003年9月20日 | 帕洛马山   | 近地小行星追踪                 |
| 小行星115195 | 2003 SJ108 | 2003年9月20日 | 帕洛马山   | 近地小行星追踪                 |
| 小行星115196 | 2003 SB109 | 2003年9月20日 | 基特峰     | 太空监视                       |
| 小行星115197 | 2003 SH109 | 2003年9月20日 | 基特峰     | 太空监视                       |
| 小行星115198 | 2003 SQ110 | 2003年9月20日 | 帕洛马山   | 近地小行星追踪                 |
| 小行星115199 | 2003 SR110 | 2003年9月20日 | 帕洛马山   | 近地小行星追踪                 |
| 小行星115200 | 2003 SV110 | 2003年9月20日 | 帕洛马山   | 近地小行星追踪                 |